# Hanseatenhof
Der Hanseatenhof ist ein Platz in Bremen im Zentrum des Stadtteils Mitte. Er ist Teil der weitläufigen Fußgängerzone in der Altstadt.

## Geschichte

### Namen
Der Platz ist benannt worden nach den Hanseaten, wie Bewohner der Hansestadt auch bezeichnet werden können. 1260 trat die Stadt der Hanse bei. Auf den Hansetagen 1629 und 1641 wurden Hamburg, Bremen und Lübeck beauftragt, das Beste zum Wohle der Hanse zu wahren, und 1669 fand der letzte Hansetag statt.
Straßen am Platz
Die am Platz befindlichen Plätze und Straßen wurden benannt: der Ansgarikirchhof nach der im Zweiten Weltkrieg zerstörten gotischen Kirche St. Ansgarii; die Ansgaritorwallstraße nach dem früheren Tor in der Stadtbefestigung, zu der sie führte; die Straße Wegesende danach, dass die Straße im Mittelalter am Ansgaritor endete; die Papenstraße nach den Pfaffen (lateinisch papa = Vater = Pastor), die hier wohnten, und die Obernstraße nach der oberen Lage der mittelalterlichen Straße.

### Entwicklungen
Seit dem Mittelalter stand südlich vom heutigen Platz die Kirche St. Ansgarii. Im Norden war als Teil der Bremer Stadtmauer seit 1299 das Ansgariitor (porta sancti Anscharii). Auf der Fläche des Platzes standen Wohnhäuser. Kirche und Häuser wurden im Zweiten Weltkrieg zerstört. Die eingestürzte Kirchenruine wurde Anfang 1959 beseitigt. 
1960 wurde der Neubau eines Kaufhauses von Hertie nach Plänen von Hans Soll (Hamburg) eingeweiht. Das eigentliche Kaufhaus war über ein Brückenbauwerk mit dem Lagerhaus verbunden. Beide Bauwerke wurden um 1987 abgerissen. Auf den Flächen entstanden das Bremer Carree und das Kaufhaus C&A und dazwischen der Hanseatenhof. Das Bremer Modehaus H.W. Meyer (von 1965) stellt im Bremer Carree seinen Geschäftsbetrieb Anfang 2012 ein. Danach fanden bis 2017 größere Umbaumaßnahmen statt.
Auf dem Platz finden u. a. der Bremer Weihnachtsmarkt und der Tag der älteren Generation statt.

## Gebäude und Anlagen am Platz
- 250 Meter lange Lloyd-Passage von 1990 zur Sögestraße parallel zur Obernstraße nach Plänen von Harm Haslob, Peter Hartlich, Horst Rosengart (alle Bremen), Rhode, Kellermann, Wawrowsky (Düsseldorf)
- Fünfgeschossiges Kaufhaus Horten von 1972 nach Plänen von Morschel, Henke, Hodde (Bremen), Fassade: Hortenkachel von Egon Eiermann; später auch Saturn-Markt in den Obergeschossen
- Fünfgeschossiges Kaufhaus C&A von  1987 mit 16.500 Nutzfläche; 2011 verkauft und vermietet.[3]
- Viergeschossiges Geschäftshaus LLoydhof mit Passage von um 1981 nach Plänen von Hafkemeyer, Fangmeier und Richi (Braunschweig),[4] Sitz des Senators für das Bauwesen. Passage seit  2016 mit der Zwischennutzung Citylab.[5]
- Viergeschossiges Geschäftshaus Bremer Carree von 1988 mit und 12.000 m² Nutzfläche (Zwei Drittel Einzelhandel ein Drittel Büros) zwischen Obernstraße und Hanseatenhof.[6]
- Eingeschossiger Marktpavillon Hanseatenhof/Papenstraße 2 von 1996/97 mit Glasfassade nach Plänen von  Hartmut Stechow und Ulrich Tilgner, Bremen.
- Kinderspielplatz zwischen Horten und C&A von um 1988 nach Plänen von Charly Schreckenberg (Bremen)

Kunstobjekte, Mahnmale

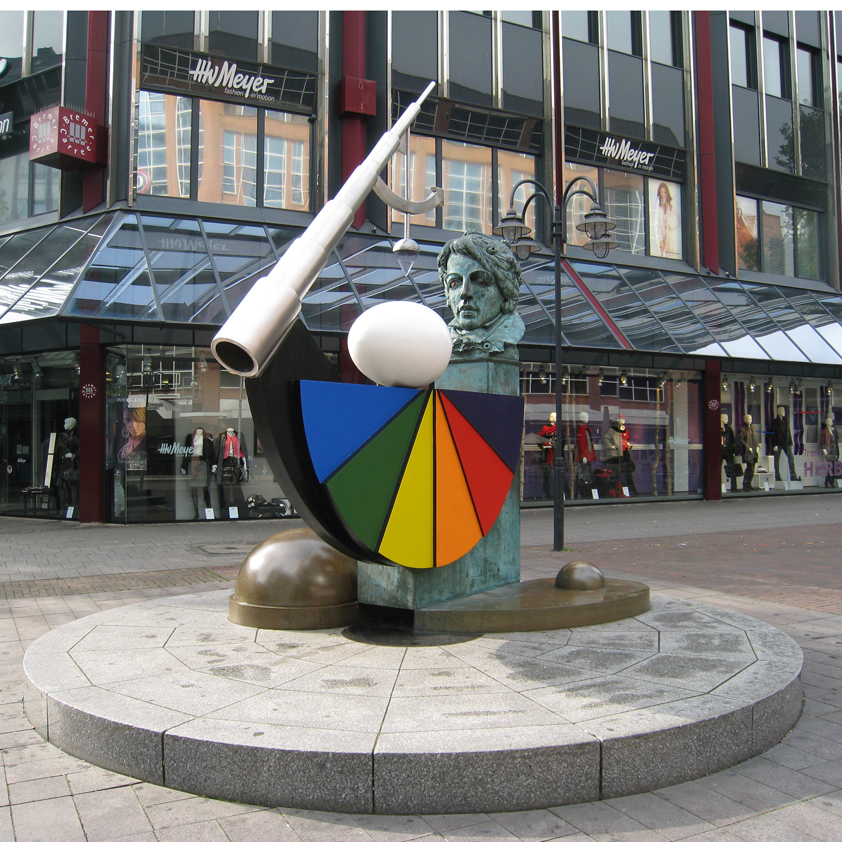
Besselei

- Bessel-Ei ((Besselei)) von 1990 als Erinnerung an den Astronom, Mathematiker, Geodät und Physiker Friedrich Wilhelm Bessel (Besselei) von Jürgen Goertz aus Bronze, Edelstahl, Sandstein, Glas und Granit.[7]

## Verkehr
Die Straßenbahnlinien 2 (Gröpelingen – Domsheide – Sebaldsbrück) und 3 (Gröpelingen – Weserwehr) fahren im Nahverkehr in Bremen in der nahen Obernstraße vorbei.

## Bilder

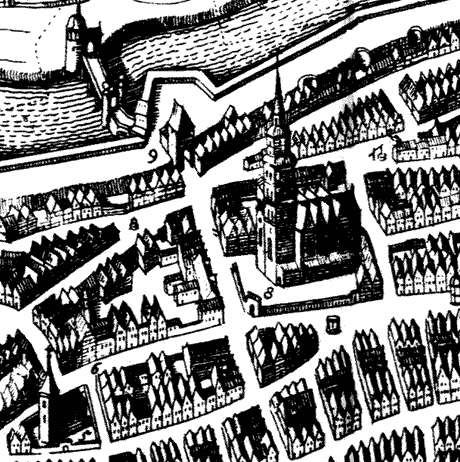
Auszug Merianplan  1641: Ansgariikirche, links davon das spätere Gewerbehauses
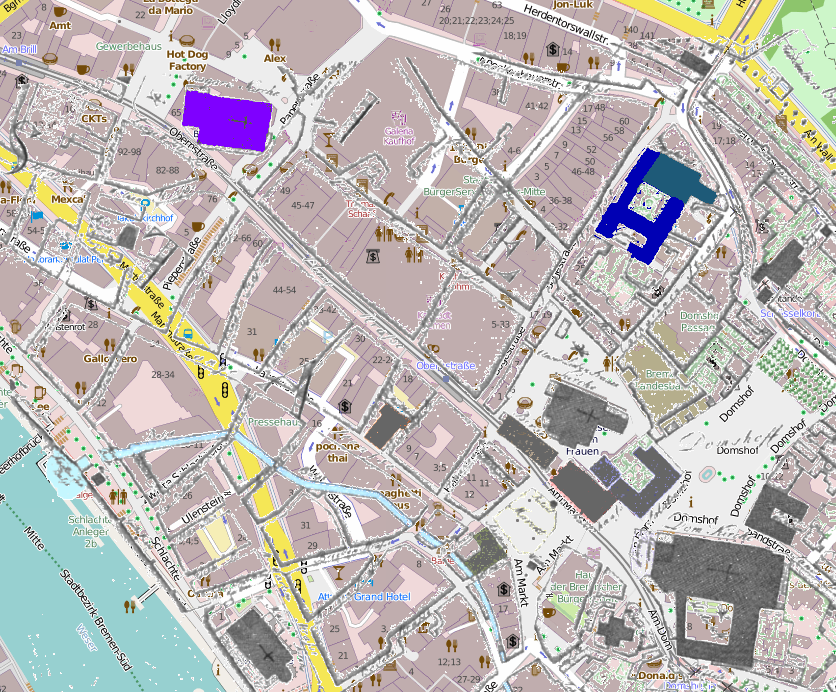
Ansgarikirche (lila), Überlagerung des Murtfeldt-Plans von 1796 mit der heutigen Situation
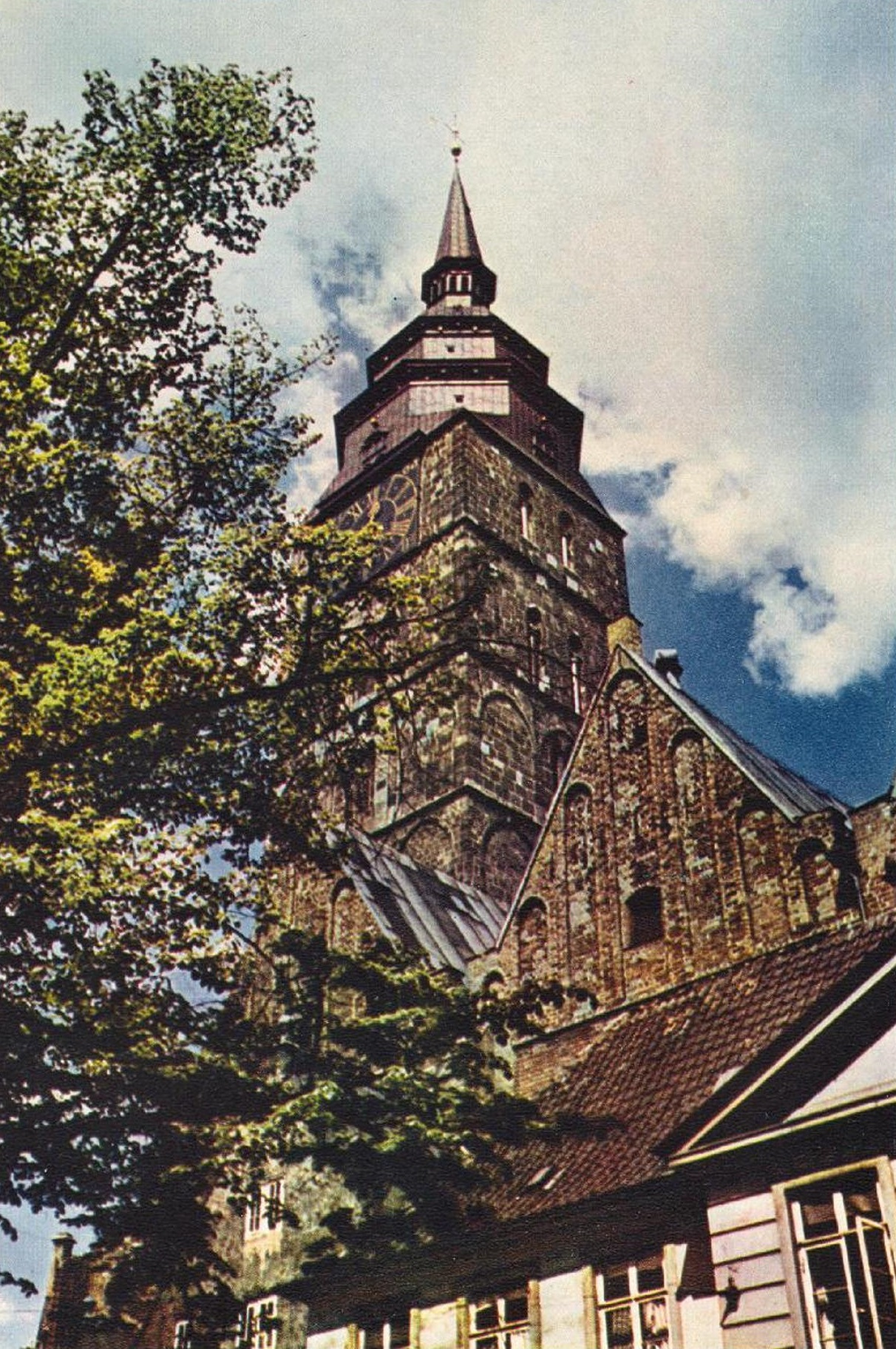
1930er Jahre: St. Ansgarii
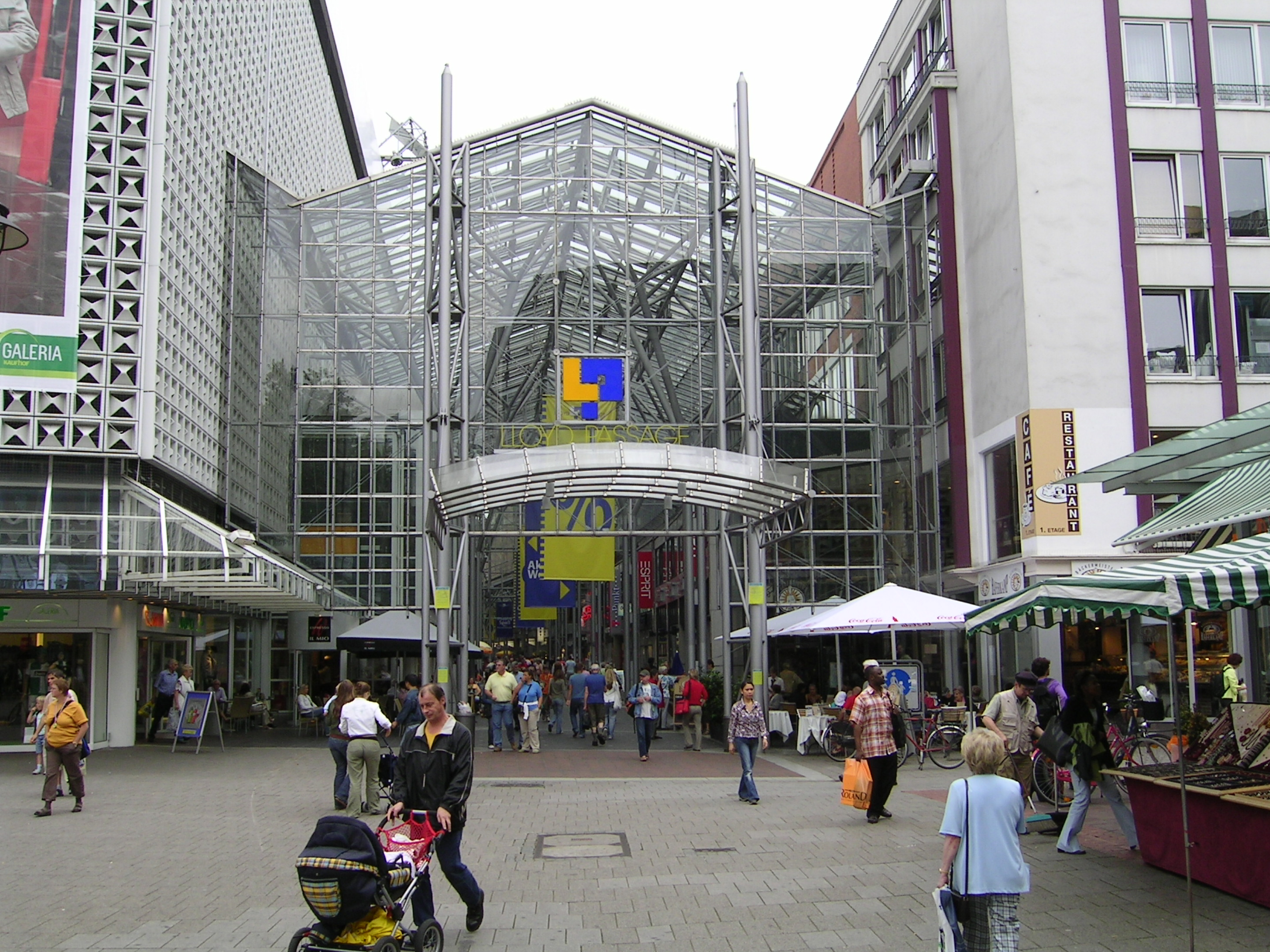
Blick vom Platz auf die Lloyd Passage
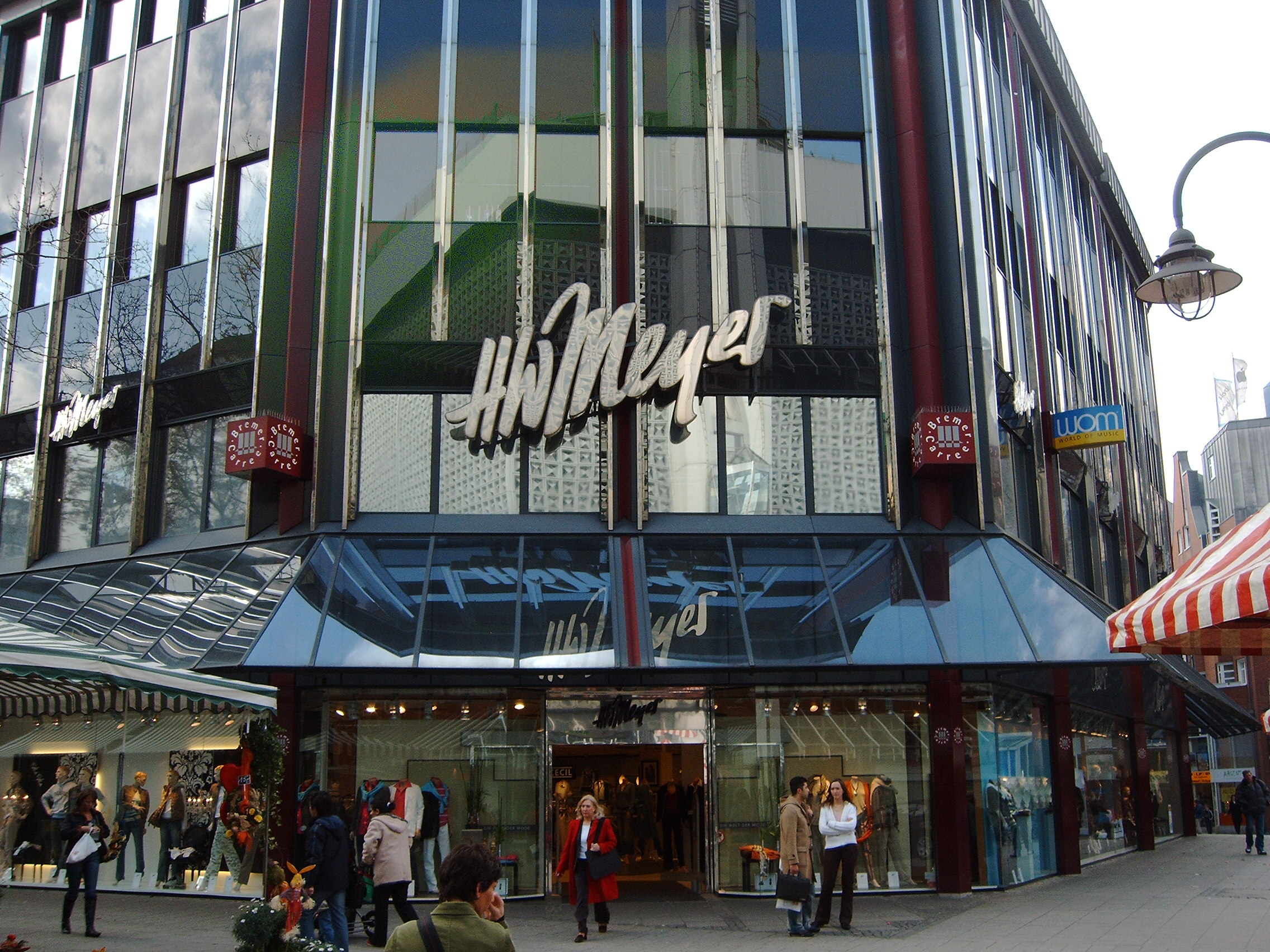
Geschäftshaus
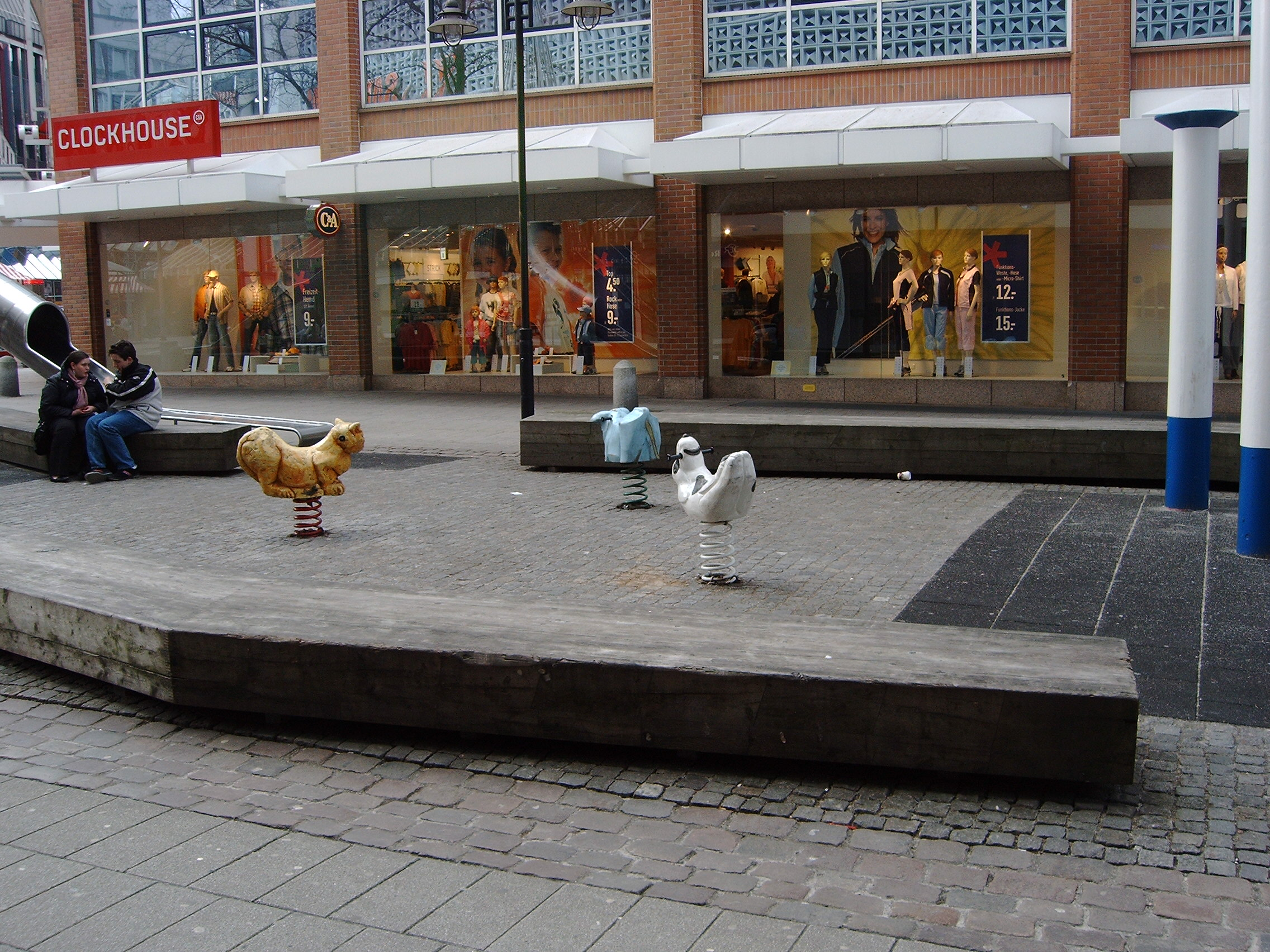
Spielplatz vor Kaufhaus